# Municipio de Oskaloosa (Kansas)
El municipio de Oskaloosa (en inglés: Oskaloosa Township) es un municipio ubicado en el condado de Jefferson en el estado estadounidense de Kansas. En el año 2010 tenía una población de 2169 habitantes y una densidad poblacional de 14,56 personas por km².

## Geografía
El municipio de Oskaloosa se encuentra ubicado en las coordenadas 39°13′5″N 95°18′44″O / 39.21806, -95.31222. Según la Oficina del Censo de los Estados Unidos, el municipio tiene una superficie total de 149.01 km², de la cual 147,47 km² corresponden a tierra firme y (1,04 %) 1,55 km² es agua.

## Demografía
Según el censo de 2010, había 2169 personas residiendo en el municipio de Oskaloosa. La densidad de población era de 14,56 hab./km². De los 2169 habitantes, el municipio de Oskaloosa estaba compuesto por el 96,73 % blancos, el 0,23 % eran afroamericanos, el 0,78 % eran amerindios, el 0,32 % eran asiáticos, el 0,32 % eran de otras razas y el 1,61 % eran de una mezcla de razas. Del total de la población el 1,61 % eran hispanos o latinos de cualquier raza.